# Gas check

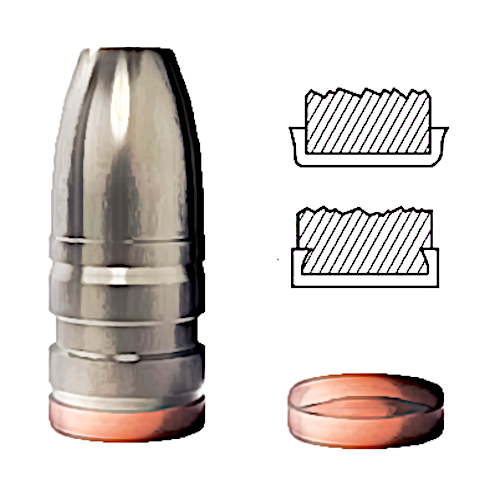
Bala com gas check, gas check separado e diagrama do processo de "crimpagem" do gas check

Gas check, em munição, é um componente do tipo junta, usado para melhorar o desempenho, evitando o escape de gazes durante o disparo, tornando a base da bala mais rígida e vedando melhor o espaço entre a bala e a parede do estojo. 
Os gas checks são usados quando balas não jaquetadas são utilizadas em cartuchos de alta pressão. O uso de gas check inibe o acúmulo de chumbo no cano e melhora a precisão.

## Objetivo
Altas pressões, como as comumente encontradas em cargas máximas de cartuchos de revólver magnum ou cartuchos de espingarda, geralmente resultam em problemas significativos quando combinados com balas de chumbo fundidas ou estampadas. Pensou-se por muito tempo que as altas temperaturas derretiam a base da bala, mas não era esse o caso. Em vez disso, as altas pressões faziam que o gás propulsor escapasse da bala, causando corte de gás, o que aumenta os depósitos de chumbo no cano e desequilibra a bala. Um gas check fornece uma fina camada de metal mais duro, mas ainda maleável, na base da bala, que fornece uma vedação e evita o vazamento de gás propulsor que causa o corte de gás, além de ajudar a bala a agarrar no estriamento do cano.

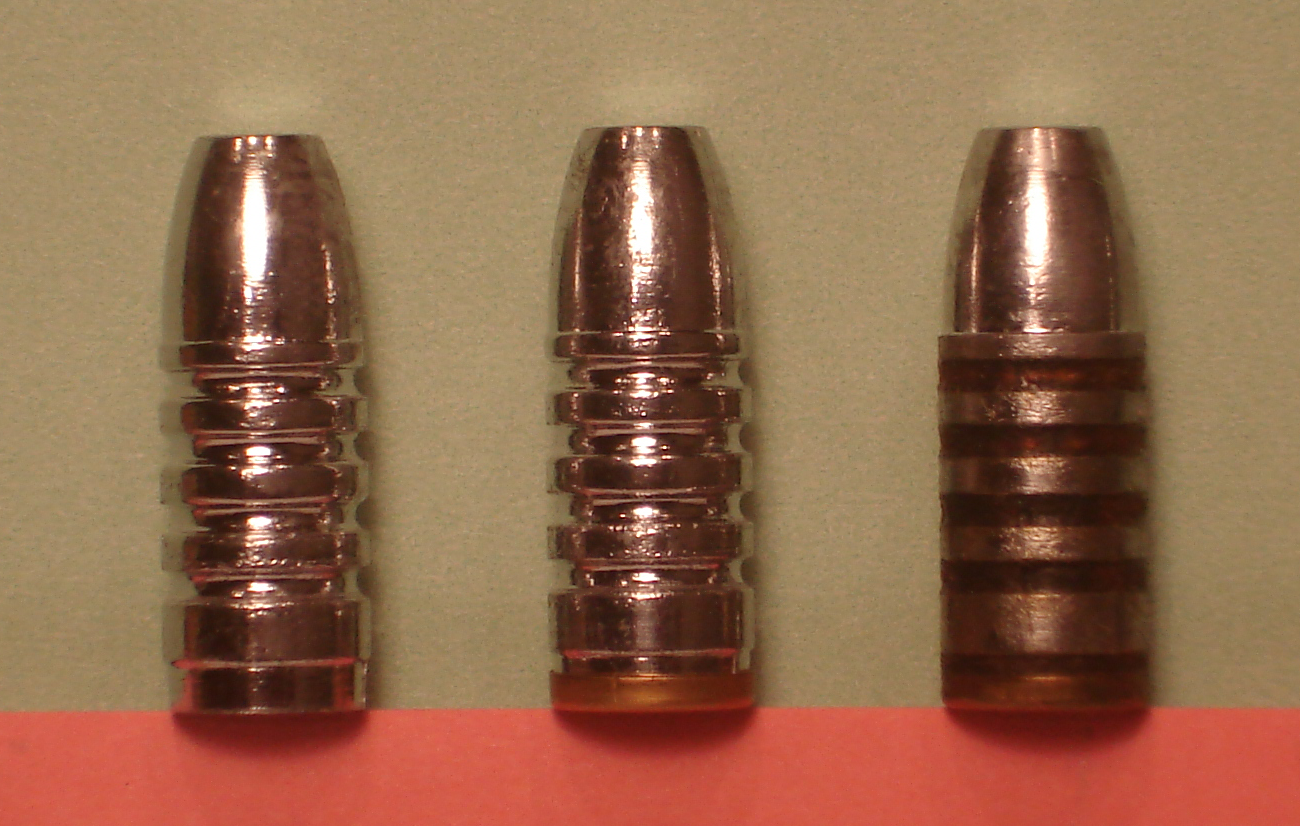
Três fazes de preparação de uma bala fundida: saída do molde (esquerda) com o gas check colocado (centro) e já lubrificada (direita).